# Fernando Bandeirinha
Fernando Bandeirinha, de son nom complet Fernando Óscar Bandeirinha Barbosa, est un footballeur portugais né le 26 novembre 1962 à Porto. Il évoluait au poste de défenseur central.

## Biographie
Grand défenseur du FC Porto, il y remporte la Coupe des clubs champions européens 1986-1987, 6 championnats et 3 coupes.
Il est dans le groupe de l'équipe du Portugal lors de la coupe du monde 1986 mais il ne dispute toutefois aucun match international.

## Carrière
- 1981-1996 :  FC Porto
- → 1982-1984 :  FC Paços de Ferreira (prêté par Porto)
- → 1984-1985 :  Varzim SCC (prêté par Porto)
- → 1985-1986 :  Académica de Coimbra (prêté par Porto)
- 1996-1997 :  FC Felgueiras[1],[2]

## Palmarès
Avec le FC Porto :
- Vainqueur de la Ligue des champions en 1987
- Vainqueur de la Supercoupe d'Europe en 1987
- Vainqueur de la Coupe intercontinentale en 1987
- Finaliste de la Coupe des coupes en 1984
- Champion du Portugal en 1988, 1990, 1992, 1993, 1995 et 1996
- Vainqueur de la Coupe du Portugal en 1988, 1991 et 1994
- Vainqueur de la Supercoupe du Portugal en 1986, 1990, 1991, 1993 et 1994